# Cantagallo (Italia)
Cantagallo è un comune italiano di 3 133 abitanti della provincia di Prato in Toscana. Il comune di Cantagallo, nella Val di Bisenzio, si distende a cavallo di più contrafforti appenninici. Si tratta di un comune sparso in quanto la sede comunale è ubicata nella frazione di Luicciana.
Elemento di immediata identificazione dell'area è senza dubbio la presenza di estese foreste, dominate soprattutto da dense faggete e castagneti, oltre a rimboschimenti di conifere e boschi misti di latifoglie, in cui spiccano alcuni episodi monumentali, come il secolare Faggione di Luogomano, sradicato dal vento nel 2022, la cui chioma copriva una superficie di circa 900 m². La copertura arborea, è interrotta solo raramente da praterie e da arbusteti, residuo di aree anticamente coltivate o destinate al pascolo, ed oggi dominio del cervo, presente con una popolazione nota a livello nazionale sia per la complessità della sua struttura che per la maestosità degli esemplari.

## Geografia fisica
Il territorio comunale di Cantagallo è interamente occupato dai rilievi montuosi dell'Appennino tosco-emiliano, tra cui si annoverano il Monte Bucciana (1219 m.s.l.m), che costituisce la cima più alta del comune, il Monte delle Scalette (1186 m.s.l.m), il Poggio Cicialbo (1117 m.s.l.m), il Poggio Cattarelle (1009 m.s.l.m), il Poggio La Zucca (1139 m.s.l.m), il e il Monte Castiglioni (801 m.s.l.m). Cantagallo ricade in buona parte all'interno della vallata del fiume Bisenzio, che ha le sue sorgenti proprio all'interno del territorio comunale e sulle cui sponde sorgono gli importanti abitati di Il Fabbro, Usella, Colle Bisenzio e Carmignanello; la parte settentrionale del territorio comunale è invece percorsa dalla valle del torrente Carigiola, mentre l'abitato di Fossato, a ovest, ricade nella valle del torrente Limentra, sul lato padano dello spartiacque appenninico. 
Tra i valichi del territorio si segnalano:
- il passo del Tabernacolo di Gavigno (968 m.s.l.m);
- il passo di Pian della Rasa (1106 m.s.l.m);
- il passo degli Acquiputoli (995 m.s.l.m), pedonale.

## Storia
Poche notizie sono pervenute fino ai giorni nostri sulla storia di questo territorio nei secoli antecedenti il XIV comunque, già nel 1234, l'odierno Comune di Cantagallo appariva già dotato di un consolidato apparato amministrativo con la presenza dei consoli, dei consiglieri e del camarlingo comunale i quali concedevano un privilegio dal pagamento del Datio pro Comune a Guerrozzo di Domenico.
Infatti il 2 gennaio 1224, i consoli di Cantagallo intervennero per la risoluzione di una lite fra alcuni uomini dello stesso Comune in merito alla divisione dei diritti su un mulino e il 22 febbraio 1227 i consoli della vicina Torri conclusero una lite fra il monastero di Fontana Taona ed il Comune di Cantagallo per il controllo di alcune terre. I consoli esercitarono liberam et plenam potestatem ponendi terminos et distinguendi loca predicta.

### Il Comune e la sua costituzione
Firenze si era impadronita della zona meridionale del contado pistoiese nel 1329 lasciando a Pistoia e al consiglio cittadino la facoltà di nominare i podestà delle comunità minori. I capitoli del trattato rogato in Firenze da Cambio di Michele e Mortello di Jacopo prevedevano l'assoluta riduzione di Pistoia alla parte Guelfa e la restituzione di tutti i beni ai suoi componenti; la restituzione reciproca di tutti i prigionieri, la proibizione di accogliere in città i ribelli della chiesa, la pacificazione generale oltre che con Firenze, anche con Bologna, Siena, Volterra e San Miniato, oltre all'obbligo per Pistoia di reggersi in Comune. Sotto l'aspetto territoriale, Pistoia era obbligata a restituire a Firenze, Montemurlo ed il suo territorio, carmignano, Artimino, Castellina, Vitolini e Bacchereto; a Pistoia rimanevano Luicciana in Val di Bisenzio, Lamporecchio, Castra e Conio. Il 6 giugno successivo, Firenze dispose che gli uomini di Lamporecchio, di Castro, di Conio e di Luicciana riconoscessero «i Pistojesi per loro signori quali l'istesso giorno de' 24 maggio per rogito di Ser Andrea di Lapo Notaio, si protestarono di non accettare il capitolo che dice, che i Castelli di Carmignano, Artimino, Vittorino, Castellina e Bacchereto rimanghino a' Fiorentini non intendendo pregiudicarsi per la detta pace alle ragioni e possesso di detti castelli.»
Nel 1330 fu disposto che alle varie località della montagna e della pianura pistoiese venisse assegnato un podestà con altro subordinato ministro per governarli. Fra le 36 podesterie istituite figurano Luicciana e Cantagallo. Alla fine del sec. XIV si registrava che la Podesteria di Luicciana fosse dotata di una coorte con la presenza di un Podestà e di un Notaio; tuttavia è probabile che il Podestà di Pistoia si configurasse giudice per tutte le cause che riguardavano i cittadini come anche per quelle di maggiore rilevanza, mentre ai Podestà del contado dovevano spettare competenze limitate, sia in campo civile che in quello criminale.

### Lo Statuto della Podesteria di Luicciana-Cantagallo
Fin dal primo '400 il dominio e conseguentemente il territorio di Firenze era strutturato in una fitta maglia di circoscrizioni periferiche, delle quali i Vicariati costituivano le strutture portanti, suddivisi a loro volta in un numero più o meno alto di circoscrizioni territoriali definite Podesterie.
Lo Statuto di Luicciana datato 1415, configurava l'omonima Podesteria come complesso organico che riuniva in sé sia caratteristiche di ente locale, sia funzioni di organo periferico dello Stato amministrativo e giudiziario. La comunità rurale di Luicciana era una delle circoscrizioni amministrative dipendenti dalla Lega del Montale, il cui Podestà era tenuto ad applicare in ciascun territorio circoscrizionale il rispettivo Statuto.
Il più antico documento che rammenta Luicciana risale al 1099: vi si legge della concessione di alcune case ad un locale monastero, poste in territorio di Luicciana.

### Simboli
Lo stemma e il gonfalone sono stati concessi con DPR dell'11 settembre 1996.
Il gonfalone è un drappo di rosso

## Monumenti e luoghi d'interesse

### Architetture religiose
- Chiesa di San Lorenzo a Fossato
- Chiesa di Santa Maria in Castello Averardi
- Chiesa di San Michele a Luicciana
- Chiesa di San Biagio
- Chiesa di Santa Maria Assunta a Migliana
- Chiesa di San Lorenzo a Usella
- Chiesa di Santa Caterina a Gricigliana
- Chiesa di San Michele a Codilupo, duecentesca, che conserva il paramento e l'abside in arenaria.
- Oratorio di San Rocco a Fossato
- Oratorio di San Donato all'Acqua

### Altri luoghi di interesse
- Rocca di Cerbaia
- Ponte di Cerbaia
- Villa Novellucci a Gricigliana
- Villa Guicciardini a Usella

### Aree naturali
- Riserva naturale Acquerino Cantagallo, istituita dalla regione Toscana nel 1998 (1867 ha)[5]. L'area naturale si sviluppa all'interno delle vaste foreste di faggio e castagno che ricoprono i fianchi delle montagne, a cui si uniscono rimboschimenti di abete rosso, abete bianco, douglasia e pino nero. La fauna della riserva annovera il cervo nobile (che qui ha una delle più importanti popolazioni dell'Appennino settentrionale), il cinghiale, il capriolo, il lupo appenninico, il gatto selvatico, il tasso, la faina, la puzzola, la martora, l'istrice, il falco pecchiaiolo, il gheppio, l'allocco, il picchio rosso maggiore e la salamandrina dagli occhiali.
- ANPIL Alto Carigiola - Monte delle Scalette, istituita dalla provincia di Prato nel 2002 (990 ha). Si sviluppa tra i comuni di Vernio e Cantagallo, lungo l'alta valle del torrente Carigiola, in un'area poco urbanizzata dominata da aspre montagne che raggiungono e sfiorano i 1200 metri e foreste di faggio. Simbolo della riserva è la salamandrina dagli occhiali, che abita le zone umide del parco, dove è possibile trovare anche il gambero di fiume, lo scazzone e il vairone. Tra i mammiferi si segnalano il lupo appenninico, il cervo, il capriolo e il cinghiale.[6]

### Luoghi di divertimento
- Parco avventura Bosco Tondo (Località Gavigno), al 2022 in disuso e in stato di abbandono.

## Società

### Evoluzione demografica
Abitanti censiti

### Etnie e minoranze straniere
Secondo i dati ISTAT al 31 dicembre 2009 la popolazione straniera residente era di 172 persone (84 maschi e 88 femmine).
Le nazionalità maggiormente rappresentate in base alla loro percentuale sul totale della popolazione residente erano:
- Albania 56 (1,82%)
- Marocco 42 (1,37%)

## Amministrazione
Di seguito è presentata una tabella relativa alle amministrazioni che si sono succedute in questo comune.
| Periodo        | Periodo        | Primo cittadino     | Partito                                     | Carica  | Note  |
| -------------- | -------------- | ------------------- | ------------------------------------------- | ------- | ----- |
| 24 aprile 1995 | 14 giugno 2004 | Riccardo Turchi     | Progressisti/L'Ulivo                        | Sindaco | [ 8 ] |
| 14 giugno 2004 | 26 maggio 2014 | Ilaria Bugetti      | Democratici di Sinistra/Partito Democratico | Sindaco | [ 8 ] |
| 26 maggio 2014 | in carica      | Guglielmo Bongiorno | Partito Democratico                         | Sindaco | [ 8 ] |

### Gemellaggi
- Zug